# Tetralonia penicillata
Tetralonia penicillata är en biart som först beskrevs av Heinrich Friese 1905.  Tetralonia penicillata ingår i släktet Tetralonia och familjen långtungebin. Inga underarter finns listade i Catalogue of Life.